# لاو نست
لاو نست (به انگلیسی: The Love Nest) یک فیلم کمدی به کارگردانی ادوارد اف کلاین و باستر کیتون است که در سال ۱۹۲۳ منتشر شد. از بازیگران آن می‌توان به باستر کیتون، جو رابرتز و ویرجینیا فاکس اشاره کرد.

## خلاصه داستان
کیتون که دچار شکست عشقی شده است، سوار بر قایقی کوچک، به دریا می‌زند. پس از مدتی سرگردانی، به یک کشتیِ شکارِ نهنگ بر می‌خورد که «لاو نست» نام دارد و ناخدایی خشن و سختگیر آن را هدایت می‌کند. بی‌رحمی ناخدای «لاو نست» به حدی است که کارکنان و خدمه کشتی را بابت کوچکترین اشتباهی به دریا می‌اندازد. یک بار که پیشکارِ شخصیِ ناخدا، به اشتباه چایِ داغ را روی دستش می‌ریزد؛ ناخدا او را به دریا می‌اندازد و کیتون را جایگزین او می‌کند. از اینجا به بعد، کیتون تلاش زیادی می‌کند تا به سرنوشت سایر خدمه کشتی مبتلا نشود و علی‌رغم چند اشتباه، سرانجام موفق هم می‌شود.